# Gaspar de Portolá
Gaspar de Portolá Rovira (Os de Balaguer, Cataluña; 1716 – Lérida, Cataluña; 10 de octubre de 1786) fue un militar, soldado, gobernador y explorador español.
Fue Gobernador de las Californias desde su nombramiento en el 30 de noviembre de 1767 hasta 1770, además del fundador de San Diego y Monterrey, en la California novohispana.

## Carrera
El 31 de julio de 1734 ingresó de alférez en los Regimientos de Dragones de Villaviciosa a los 17 años de edad, compañía levantada por el coronel Manuel de Sentmenat y Oms. El 23 de abril de 1742 fue incorporado con el mismo grado de alférez al Regimiento de Numancia, en la compañía de Francisco Farrús, ascendiendo el 26 de abril de 1743 a teniente de Dragones y Granaderos de Numancia y el 31 de julio de 1764 a capitán de esta misma compañía, que, con el nombre de Regimiento de Dragones de España, fue destinada a servir en el virreinato de la Nueva España.
Antes de ser nombrado gobernador de Las Californias (1768–1770), sirvió como soldado en Europa, como en Italia y Portugal. Fue capitán de los dragones del Regimiento de España, de hecho, la primera vez que viajó a Baja California en su nuevo cargo como gobernador trajo consigo 25 dragones y 25 soldados de infantería con el fin de ayudarle con la expulsión de los jesuitas.
Portolá, el 30 de noviembre de 1767, fue proclamado gobernador de Las Californias, la cual lo convirtió en el primero en gobernar Baja California y Alta California.
En 1767 el virrey de la Nueva España, siguiendo el mandato de Carlos III, ordenó el arresto y la deportación de todos los sacerdotes jesuitas. Gaspar de Portolá, recién nombrado gobernador, fue el responsable de la expulsión de los misioneros de la península de Baja California la cual visitó y fue recibido por Ignacio Tirsch quienes habían establecido 14 Misiones españolas en Baja California y varias visitas en 72 años. Dichas misiones fueron entregadas a los franciscanos y más tarde a los dominicos, y, también se les encargó el desarrollo misional en Nueva California.
En el año 1776 fue nombrado gobernador de Puebla, recibió dinero para gastos, el rango de teniente coronel de dragones y regresó a España. Volvió a Nueva España en 1777 como coronel y gobernador de Puebla, puesto que ocupó hasta 1785 cuando volvió a su país para servir en el regimiento de dragones de Numancia.
El 7 de febrero de 1786 fue nombrado teniente del rey de la plaza y castillos de la ciudad de Lérida, sustituyendo el conde de Lannoy, que había muerto. El cargo conllevaba el mandato directo de los destacamentos fijos y temporales de la tropa, de los cuarteles, fortalezas y defensas, del corregimiento y capital de la Cataluña occidental.

### Expulsión de los Jesuitas
Don Gaspar, mandó que lo acompañaran 50 hombres (25 dragones y 25 soldados de infantería) bien armados para obligar a los jesuitas a abandonar la península, también llevó 14 franciscanos para que reemplazaran a los jesuitas. Embarcó en el puerto de Matanchel (San Blas) en tres buques pequeños, en los que llegaron a Loreto.

## El viaje a la Alta California
Portolá fue un buen administrador y un buen capitán, y como tal encabezó una expedición en 1768 que había sido planeada por el visitador del virreinato de la Nueva España, José de Gálvez y Gallardo. En esa expedición deberían participar soldados, misioneros y colonos con la intención de establecer colonias en la Alta California, específicamente en San Diego y Monterrey (California). La expedición, repartida en cuatro grupos, se inició en enero de 1769 con la salida de los navíos San Carlos y San Antonio desde La Paz. A continuación salieron dos expediciones por tierra, una de ellas encabezada por Gaspar de Portolá, a quien acompañaba fray Junípero Serra, que había partido desde Loreto (Baja California Sur).
El buque San Carlos que fue el primero en partir, topó con vientos adversos y tormentas que le hicieron desviarse y su viaje fue de 110 días. En parte debido a un error de navegación provocado por la latitud de la bahía de San Diego establecida por la expedición de Sebastián Vizcaíno 167 años antes.
Para los primeros días de julio los dos navíos y las dos expediciones terrestres habían arribado a San Diego. Portolá se mostró ansioso por seguir a Monterrey y junto con el padre Juan Crespí y una partida de 63 hombres partieron por tierra el 14 de julio, llegaron a Los Ángeles el 2 de agosto, a Santa Bárbara el día 19, y al área de San Simeón el 13 de septiembre. Alcanzaron la zona de San Francisco el día 31 de octubre.
Regresaron a San Diego sin haber encontrado la bahía de Monterrey. Sin duda alguna pasaron a un lado, pero las condiciones meteorológicas les impidieron avistar la bahía. El viaje duró seis meses.
Después de descansar, preparó Portolá otra expedición, esta vez marítima y terrestre. Con Fray Junípero Serra partió en busca de Monterrey para establecer la misión que les había sido encomendada.

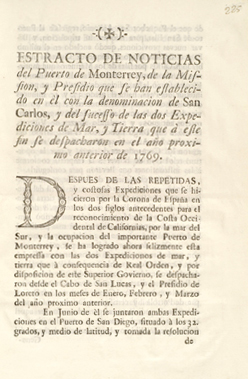
Estracto de noticias del puerto de Monterrey, de la mission, y presidio que se han establecido en el con la denominación de San Carlos, y del sucesso de las dos expediciones de mar, y tierra que a este fin se despacharon en el año próximo anterior de 1769.

### En busca de Monterrey
El navío San Antonio partió de la hoy bahía de San Diego el 16 de abril de 1770, a bordo iban el Padre Serra, Miguel Constanzó (ingeniero militar y cartógrafo) y Pedro Prat (cirujano). La expedición por tierra partió al día siguiente encabezada por el propio Portolá, acompañado por el oficial Pedro Fages, doce Voluntarios Catalanes, siete soldados y cinco indios nativos de Baja California Sur. El padre Crespí iba de capellán de la expedición terrestre. Después de 36 días de viaje, la expedición terrestre llegó a Monterrey el 24 de mayo de 1770.
Una misa fue oficiada cerca del roble donde los misioneros que habían acompañado a Sebastián Vizcaíno habían dado gracias al Señor, 167 años atrás, y se había tomado posesión de esas tierras en nombre de la Corona Española. El 3 de junio de 1770 iniciaron la construcción de la Misión de San Carlos Borromeo de Carmelo y fundaron el Presidio de Monterrey.
El 3 de junio de 1770 todos los expedicionarios reunidos asisten al acto oficial de ocupación de Monterrey y de la Alta o Nueva California. Fray Junípero Serra lo hizo en nombre de Dios, los bendijo y cantó un «Te Deum» de acción de Gracias y Gaspar de Portolá lo hizo en nombre de España.

## Muerte
La noche del 4 de octubre al 5 de octubre, Gaspar había sufrido un ataque de apoplejía que lo dejó paralizado, sin habla y sin conocimiento. El teniente Pinós y el notario Madriguera estaban vigilantes y atentos.
El 9 de octubre de 1786, Portolá sufría grandes palpitaciones, sudor frío y convulsiones. Sus asistentes llamaron de inmediato a los médicos y al teniente Francisco Pinós. Tenía ataque de apoplejía, todo el lado derecho completamente paralizado, el brazo y la mano en una gran contracción.
Portolá, en los últimos momentos, había sido muy nervioso. Movía la cabeza con cierta cadencia, tenía abiertos los ojos, mirando a los que le rodeaban como si los reconociera. Tenía los labios secos y respiraba con dificultades. Si alguien le daba la mano, le retenía. Los médicos se limitaron a aplicarle compresas de agua y vinagre. Sólo se oía el murmurar de la oración del cura que le administraba el sacramento de la unción y el jadeo del agonizante. Finalmente, Gaspar muere entre las cinco y las seis de la tarde del 10 de octubre de 1786, Francisco Pinós se encargó de la responsabilidad de preparar las actuaciones necesarias para el entierro y el funeral.
El 11 de octubre de 1786 Gaspar fue enterrado en la Iglesia de San Pedro de la ciudad de Lérida.

## Legado
Infinidad de escuelas, sitios históricos, parques y avenidas, recuerdan en California la memoria de Gaspar de Portolá, compañero y amigo fiel de Fray Junípero Serra. También en su tierra natal se le han dedicado escuelas, calles y monumentos varios tanto en Lérida, con una escultura pública en la Plaça del Exèrcit, como en Balaguer y en Os de Balaguer. En la localidad de Áger se conserva la casa familiar de Gaspar de Portolà.

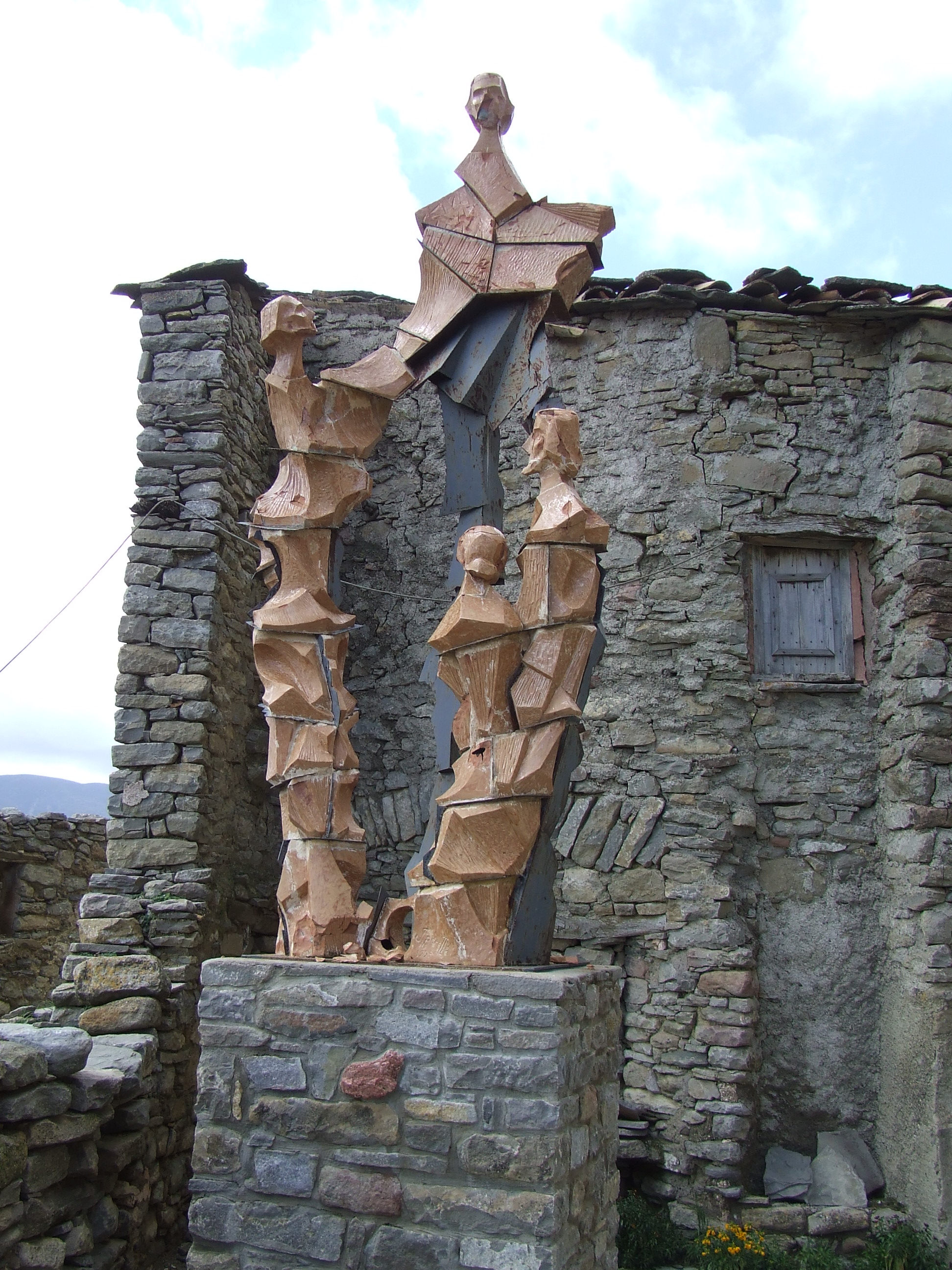
Monumento a Gaspar de Portolá en Castellnou de Montsec (San Esteban de la Sarga, Pallars Jussá).

La estatua de (2.7 m) en Pacífica (California) fue esculpida por el escultor español Josep Maria Subirachs y su asociado, Francesc Carulla. Fue otorgado al Estado de California por la Generalidad de Cataluña en 1988.
Desde 1967, en la localidad leridana de Artiés (Alto Arán) existe un parador nacional de turismo que lleva el sobrenombre de don Gaspar de Portolá.